# Borente (Ribera de Cardós)
Borente és un despoblat del terme municipal de Vall de Cardós, a la comarca del Pallars Sobirà, dins del territori de l'antic municipi de Ribera de Cardós.
És al sud-oest de la vila de Ribera de Cardós, en el contrafort de llevant del cim del mateix nom, a la carena que separa el Barranc dels Comunals del Barranc de Borente, en un lloc muntanyós, uns 950 metres al sud-oest de la vila.